# Coppa dei Campioni del Golfo 1997
La Coppa dei Campioni del Golfo 1997 è stata la 14ª edizione della coppa a cui hanno preso parte 5 squadre provenienti da altrettante federazioni del Golfo Persico.
La competizione è stata vinta dai sauditi del Al-Nassr che ha bissato il successo dell'edizione precedente dopo aver battuto nuovamente in finale i kuwaitiani dell'Al Kazma Kuwait.

## Squadre partecipanti
- Al-Sharjah
- Al-Nassr
- Al Kazma Kuwait
- Al-Rayyan
- Sur Club

## Classifica finale
| Team            | Pts | Pld | W | D | L | GF | GA | GD |
| --------------- | --- | --- | - | - | - | -- | -- | -- |
| Al-Nassr        | 8   | 4   | 2 | 2 | 0 | 7  | 3  | +4 |
| Al Kazma Kuwait | 8   | 4   | 2 | 2 | 0 | 7  | 3  | +4 |
| Sur Club        | 4   | 4   | 1 | 1 | 2 | 4  | 7  | −3 |
| Al-Rayyan       | 3   | 4   | 0 | 3 | 1 | 6  | 7  | −1 |
| Al-Sharjah      | 2   | 4   | 0 | 2 | 2 | 2  | 6  | −4 |

## Finale
| Arbitro: | Ammar Ali Abdulla Jumaa Al Junaibi |

|                  |           |  |
| Jasser Ubaili 9’ | Marcatori |  |